# James Walter Elder
James Walter Elder, född 5 oktober 1882 i Grand Prairie i Texas, död 16 december 1941 i Ruston i Louisiana, var en amerikansk politiker (demokrat). Han var ledamot av USA:s representanthus 1913–1915. Elder studerade vid Baylor University åren 1895–1901. Därefter studerade han juridik och inledde 1903 sin karriär som advokat i Farmerville i Louisiana.
Elder efterträdde 1913 Joseph E. Ransdell i representanthuset och efterträddes 1915 av Riley J. Wilson.
Elder är begravd på Greenwood Cemetery i Ruston i Louisiana.